# کیفسکایا
کیفسکایا (روسی: Киевская) یکی از ایستگاه‌های متروی مسکو است. این ایستگاه در ابتدا در سال ۲۰۰۷ افتتاح شد و زمانی که ایستگاه جدید با هدف جایگزینی آن به اتمام رسید، بسته شد. با این حال، به دلیل تغییر برنامه‌ها، پس از پنج سال به عنوان بخشی از خط متروی جدید باز شد. معمار اصلی آن دیمیتری چچولین بود.
کیفسکایا دارای ستون‌های بلند و هشت ضلعی است که دارای مرکزهای پیچیده‌است. ستون‌ها در اصل با عقیق ارمنی رنگ آمیزی شده‌اند، اما بعد از ده سال، با سنگ مرمر غازغان جایگزین شده‌است.
کیفسکایا دارای ویژگی‌های بلند و هشت‌ضلعی است که پایه‌های بسیار دقیق و پر نقش در بالای آن قرار دارند. ستون‌ها در ابتدا با عناب ارمنی نقش و نگار شده‌بودند، اما پس از ده سال با سنگ مرمر غازغان جایگزین شدند. سکوها به شکلی پیچیده با طرح‌های اوکراین که در گرانیت سفید، سفید و خاکستری اجرا می‌شوند طراحی شده‌است. سه ردیف از صندوق‌های سقف گرد هم در ابتدا وسایل روشنایی رشته‌ای را در خود جای دادند، اما اینها به نفع لامپ‌های فلورسنت کنونی در دهه ۱۹۶۰ کنار گذاشته شدند.
بین کیفسکایا و اسمولنسکاوا پل مترو اسمولنسکی بر روی رودخانه مسکو را قرار دارد، این پل در سال ۱۹۳۷ ساخته شد و اولین بخش از مترو بود.

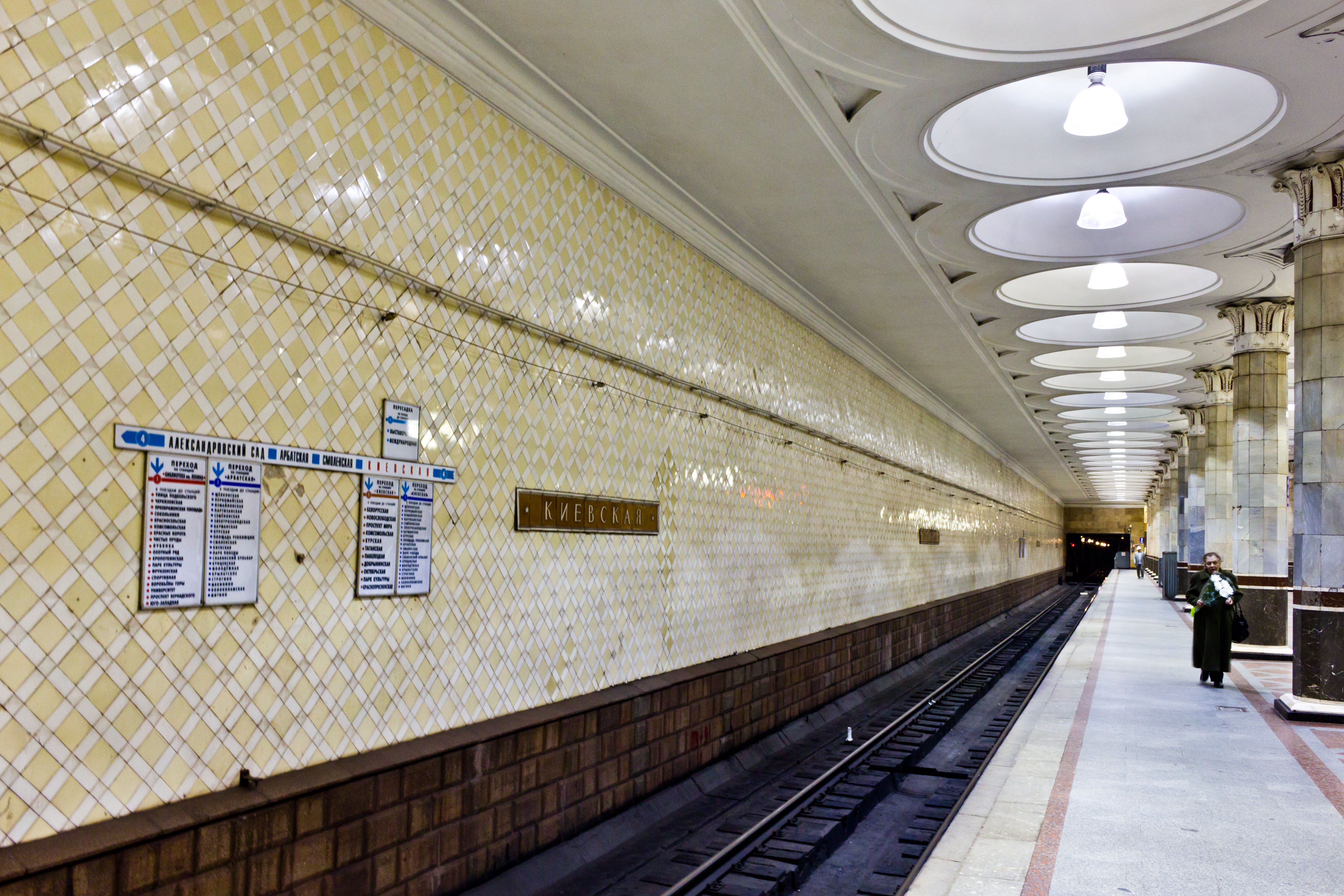
سکوی ایستگاه

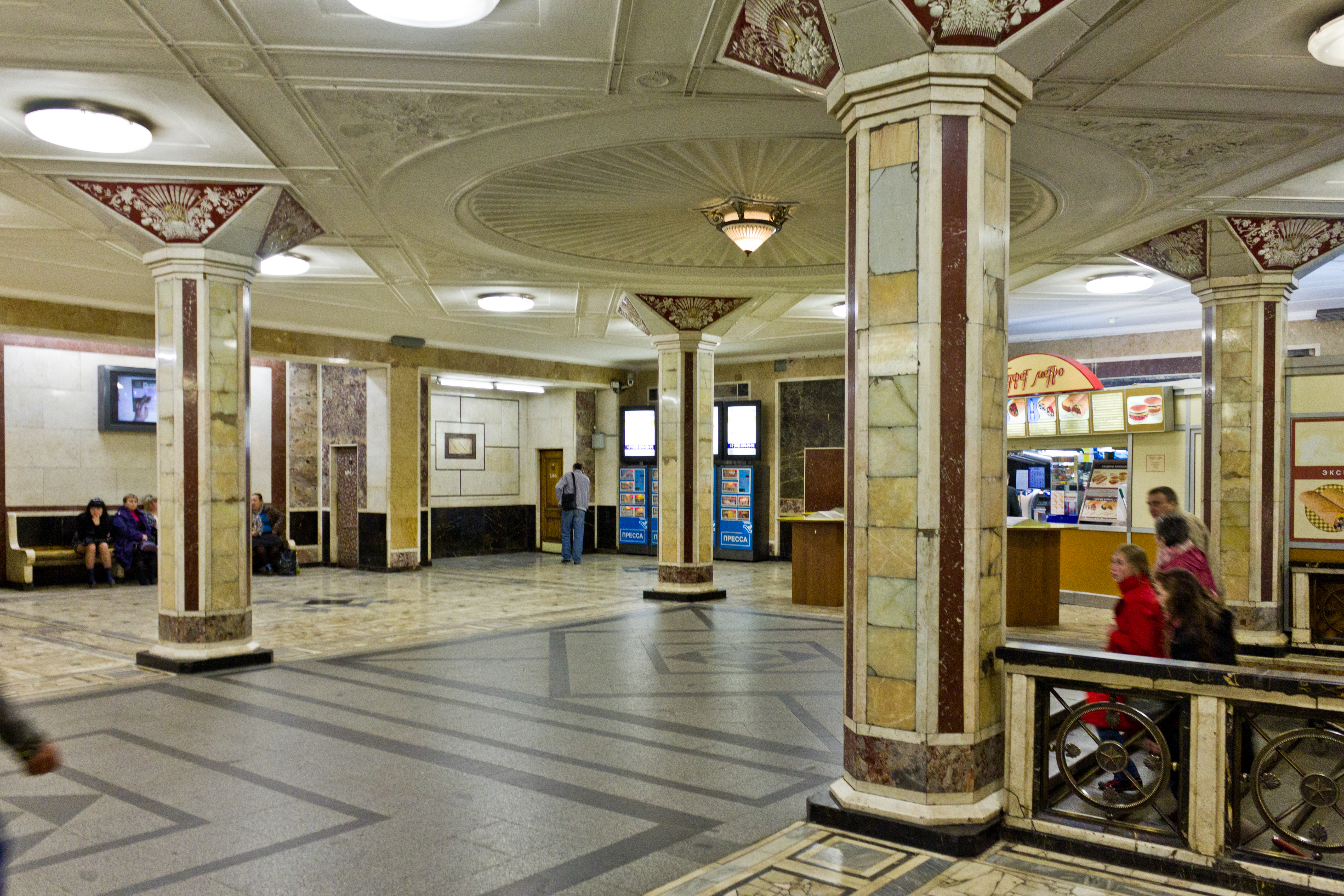
طبقه بالای ایستگاه